# Герциков, Александр Васильевич
Александр Васильевич Герциков (род. 8 ноября 1982 года, Омск) — мастер спорта России международного класса по шорт-треку.

## Биография
Александр Герциков родился в Омске 8 ноября 1982 года.
Начиная с 2000 года по 2006 год он обучался в Омском ГУОР, его тренировал Анатолий Иванович Брасалин. В 2002 и 2003 годах он завоевывал звание чемпиона России в многоборье, в 2004 году вновь был чемпионом России, а также серебряным призёром чемпионата Европы. В 2005 году повторил свою победу и стал серебряным призёром чемпионата Европы. На соревнованиях выступал за город Омск. Работает тренером сборной команды России по шорт-треку.
В 2008 году спортсмен установил рекорд России на этапе Кубка мира в Солт-Лейк-Сити по шорт-треку на дистанции 1500 метров - 2'13''964.
В конце 2010 года спортсмен заявил о завершении спортивной карьеры. Основное место работы по состоянию на 2015 год — ФГБУ «ЦСП». Стаж работы в спортивных сборных Российской Федерации составляет пять лет.

## Семья
Супруга — чемпионка Европы по художественной гимнастике Евгения Кузькина, дочь Виктория.